# 生活周刊
《生活周刊》，是上海市一份已经停刊的周报，自称为1925年创刊的《生活》周刊的后继者。该报1985年由青年报社复办，逢周日出版。2018年12月25日，青年报社发行最后一期《生活周刊》（1763期），2019年1月1日起停刊，并入《青年报》周日刊。

## 1925年创办
1925年10月11日，《生活》周刊创刊，1926年10月起改由邹韬奋主编。报刊宣传抗日思想，曾是中国发行量最大的报刊，但于1933年12月16日遭到查封，邹韬奋远走国外。

## 1985年复办
1985年，经过邹韬奋的夫人沈粹缜首肯，青年报社于1985年1月6日发行新的《生活周刊》。不同于《青年报》的其他副刊，该报刊单独出版发行。发行初期，《生活周刊》版面为4开16版，系改革开放后中国第一张综合生活类新闻周刊。该报以继承邹韬奋精神自命，报头沿用黄炎培手书“生活”二字，办报宗旨有两条，即“传播现代生活信息，传播现代生活方式，传播现代生活观念”和“寓教于生活，真诚地为生活着的人们服务”。该报纸曾创立“大特写”栏目，截取社会生活的一个侧面进行放大细化并追根溯源，《101大车祸》《天上有个太阳，水中有个月亮》《一首被肢解的颂歌》《印度洋幸存者》等文有较强的社会反响，栏目的形式也曾被国内大量媒体所仿效。该报纸也曾被多次评为“全国最佳报纸”和“全国十佳报纸”。据1995年统计数字，《生活周刊》的年发行量曾达到16万份。
2018年12月18日，青年报社宣布，《生活周刊》自2019年1月1日（周日）起休刊，内容并入《青年报》周日刊出版。